# Hieracium hypeuryum
Hieracium hypeuryum là một loài thực vật có hoa trong họ Cúc. Loài này được PETER mô tả khoa học đầu tiên.